# Mrzygłód (gromada w powiecie sanockim)
Mrzygłód – dawna gromada, czyli najmniejsza jednostka podziału terytorialnego Polskiej Rzeczypospolitej Ludowej w latach 1954–1972.
Gromady, z gromadzkimi radami narodowymi (GRN) jako organami władzy najniższego stopnia na wsi, funkcjonowały od reformy reorganizującej administrację wiejską przeprowadzonej jesienią 1954 do momentu ich zniesienia z dniem 1 stycznia 1973, tym samym wypierając organizację gminną w latach 1954–1972.
Gromadę Mrzygłód z siedzibą GRN w Mrzygłodzie utworzono – jako jedną z 8759 gromad na obszarze Polski – w powiecie sanockim w woj. rzeszowskim na mocy uchwały nr 33/54 WRN w Rzeszowie z dnia 5 października 1954. W skład jednostki weszły obszary dotychczasowych gromad Mrzygłód, Dębna, Dobra, Hłomcza, Łodzina i Tyrawa Solna ze zniesionej gminy Mrzygłód w powiecie sanockim oraz przysiółek Zagródki z dotychczasowej gromady Końskie ze zniesionej gminy Dydnia w powiecie brzozowskim w tymże województwie. Dla gromady ustalono 20 członków gromadzkiej rady narodowej.
1 stycznia 1960 do gromady Mrzygłód włączono wieś Międzybrodzie ze zniesionej gromady Trepcza w tymże powiecie.
W 1971 roku gromada Mrzygłód liczyła 2236 mieszkańców, zamieszkujących miejscowości: Dębna (314), Dobra (359), Hłomcza (275), Łodzina (230), Międzybrodzie (116), Mrzygłód (550) i Tyrawa Solna (392).
1 listopada 1972, w związku ze zniesieniem powiatu sanockiego, gromada weszła w skład nowo utworzonego powiatu bieszczadzkiego w tymże województwie.
Gromada przetrwała do końca 1972 roku, czyli do kolejnej reformy gminnej.